# La camera gialla
La camera gialla (titolo originale The yellow room) è un romanzo della scrittrice statunitense Mary Roberts Rinehart del 1945, di genere giallo/poliziesco. In Italia è stato pubblicato per la prima volta nel 1948, nella collana Il Giallo Mondadori, con il numero 49. È stato ripubblicato nella collana I Capolavori del Giallo Mondadori, nel 1950, con il numero 114 e nella collana de I Classici del Giallo Mondadori nel 1999, con il numero 857.

## Trama
Dopo essersi recata nel Maine, dove trascorrerà l'estate in compagnia della famiglia, Carol Spencer si trova avvolta in un'oscura uccisione. Nell'armadio della sua casa, infatti, viene trovato il cadavere semi carbonizzato di una donna sconosciuta.

 Per Carol è un enorme shock, ma un ufficiale convalescente è pronto a cominciare le indagini per far luce sulla vicenda.

## Personaggi
- Carol Spencer : proprietaria di Crestview
- Greg Spencer e Elinor Hilliard : fratelli di Carol
- Howard Hilliard : marito di Elionor
- Colonnello Richardson: futuro suocero di Carol
- Nathaniel Ward: vicino di casa degli Spencer
- Jerry Dane: ufficiale convalescente
- Alex: attendente di Jerry
- Tim Murphy: investigatore
- Maggie Smith: cuoca degli Spencer
- Marcia Dalton: villeggiante
- Floyd: capo della polizia

## Edizioni
- Mary Roberts Rinehart, La camera gialla, traduzione di Grazia Maria Griffini, Il Giallo Mondadori n. 49, Arnoldo Mondadori Editore, 1948,  p. 332.